# Abrões
Abrões era, em 1747, uma aldeia portuguesa da freguesia de São Jorge da Várzea, Visita de Sousa e Faria. No secular estava subordinada à Comarca de Guimarães, e no eclesiástico ao Arcebispado de Braga, pertencendo à Província de Entre Douro e Minho.